# Toshihiro Arai
Toshihiro „Toshi“ Arai (jap. 新井 敏弘, Arai Toshihiro; * 25. Dezember 1966 in Isesaki) ist ein japanischer Rallye- und Autorennfahrer.
Er fuhr sowohl als Werksfahrer als auch als Privatier stets Subaru Imprezas verschiedener Entwicklungsstufen. Anders als mit seiner Treue zum Impreza hielt es Arai mit seinen Beifahrern. Seit der Intercontinental Rally Challenge 2011 startet Arai mit dem Australier Dale Moscatt und so mit dem bereits siebten Beifahrer an seiner Seite. In den Jahren 2005 und 2007 gewann er den Titel in der FIA Production Car World Rally Championship.

## Karriere

### Anfänge
Erste Erfahrungen im Rallyesport sammelte Arai in der japanischen Rallye-Meisterschaft. Darin gewann er 1992 die Klasse B. 1994 belegte er den sechsten Platz in der Gesamtwertung. Nach zwei dritten Meisterschaftsplätzen in den folgenden beiden Jahren wurde er 1997 japanischer Rallye-Meister. In diesem Jahr nahm er auch an der Rallye Dakar teil.

### WRC und PWRC
Arai gab, mit seinem japanische Beifahrer Toshio Omizo, bei der Rallye Australien 1997 sein Debüt in der Rallye-Weltmeisterschaft (WRC) in einem Subaru der Gruppe N.
1998 war Arai bei drei WM-Rallyes gemeldet. Von der Rallye Neuseeland wurde er und sein neu eingetragener Beifahrer Hiroshi Suzuki ausgeschlossen. Mit dem Briten Roger Freeman an seiner Seite, erreichte er bei der Rallye Australien und der Rallye Großbritannien das Ziel nicht. Bei vier Rallyes der Saison 1999 startete er in einem World Rally Car (damals Klasse A8) ohne in die Punkteränge zu kommen. Drei weitere Rallyes dieser Saison bestritt er wieder in der Gruppe N, wo ihm bei der, durch viele Ausfälle in Erinnerung bleibenden, Rallye China ein siebter Gesamtrang und sein erster Klassensieg gelang.
2000 nahm Arai an acht Läufen der Weltmeisterschaft teil. Bei der Safari Rallye und der Rallye Griechenland erzielte er mit einem sechsten und vierten Platz seine ersten WM-Punkte. Er gewann zudem den, in dieser Saison einmalig ausgetragenen, FIA Teams’ Cup. Arai fuhr in der nächsten Saison, mit seinem neuen Beifahrer, dem Australier Glenn MacNeal die ersten neun Rallyes des Jahres. Dort startete er in der WRC von 2001 bis 2002 für das Subaru-Werksteam bei zwölf WM-Rallyes. Bei der als Saisonabschluss 2001 ausgetragenen Rallye Großbritannien wurde der Neuseeländer Tony Sircombe sein neuer Copilot. Während dieser zwei Jahre im Werks-Subaru erreichte er fünf Mal das Ziel und mit Platz vier bei der Rallye Zypern 2001 drei Weltmeisterschaftspunkte. Zusätzlich startete er 2002 bei fünf Rallyes in der PWRC-Klasse, dort erzielte er einen Klassensieg und 22 Punkte.

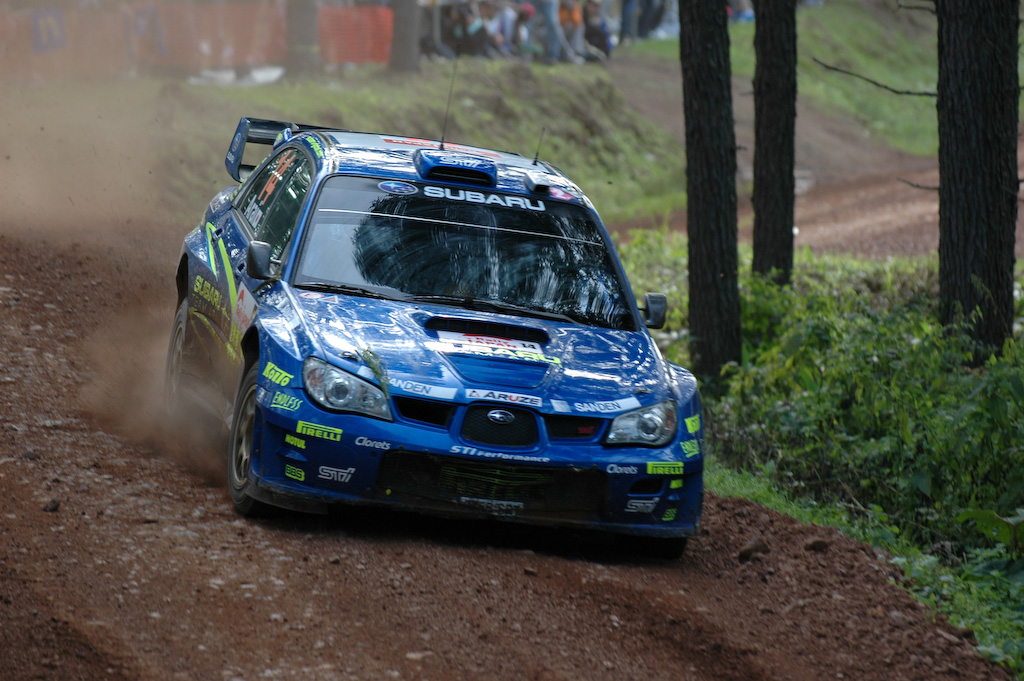
Toshihiro Arai im Subaru Impreza WRC bei der Rallye Japan 2006

Ab der Rallye-Weltmeisterschaft 2004 konzentrierte sich Arai auf den PWRC-Titel. Er gründete sein eigenes Subaru Team Arai und startete mit seinem Subaru Impreza WRX STi bei sieben Rallye-WM-Läufen. Mit zweiten Plätzen seiner Klasse in Australien und der Rallye Mexiko belegte er zu Saisonende den zweiten Rang der PWRC. 2005 wurde er Meister der FIA Production Car World Rally Championship for Drivers (PWRC). Mit vier Klassensiegen – bei der Rallye Schweden, der Rallye Türkei, der Rallye Japan und in Australien – einem zweiten Platz in seiner Klasse in Neuseeland und dem siebten PWRC-Platz der Rallye Zypern, gewann er den Titel überlegen. In der Saison 2006 gewann er, bei sechs PWRC-Rallyeteilnahmen, die Rallye Mexiko. Die übrige Saison erzielte er eher durchschnittliche Ergebnisse und wurde Sechster seiner Klasse. Bei seiner Heimatrallye startete er für das Subaru-Werksteam im Impreza WRC und erzielte den sechsten Gesamtrang.
Bei der Rallye-Weltmeisterschaft 2007 nahm Arai an sechs Rallyes teil. Er startete mit seinem Team ausschließlich in der PWRC-Klasse und gewann in dieser Wertung die Rallyes in Griechenland und in Neuseeland. Da er zu Saisonanfang in Schweden Sechster, in Mexiko und bei der Rallye Argentinien Klassenzweiter wurde, reichte ihm ein zehnter PWRC-Platz bei der Rallye Japan, um seinen zweiten Titel in der PWRC zu sichern.
Im nächsten Jahr wechselte Arai wieder zu seinem ehemaligen Beifahrer Glenn MacNeal. Als Sechster der PWRC-Klasse in Schweden und PWRC-Dritter in Japan belegte er 2008 in dieser Klasse nur Rang zwölf, da er in Argentinien, Griechenland, Türkei und Neuseeland das Ziel nicht erreicht hatte.
Bei seiner ersten Teilnahme des nächsten Jahres, schied er bei der Rallye Norwegen aus. Des Weiteren wurde er in den PWRC-Wertungen der Saison 2009 Vierter auf Zypern, Dritter in Argentinien und Griechenland. Nachdem er in Australien ausgefallen war, wurde er nach dem zweiten Platz seiner Klasse in Großbritannien Fünfter der Production World Rally Championship 2009.
Auch im WM-Jahr 2010 wurde er am Saisonende Fünfter in der PWRC. In dieser Saison las ihm der Brite Daniel Barritt aus dem Gebetbuch vor. Nachdem er in seiner Klasse den zweiten Platz in Mexiko, den vierten Platz in Neuseeland und den sechsten Platz bei der Rallye Deutschland erreicht hatte, schied er in Japan aus, erzielte einen dritten Platz bei der Rallye Frankreich und wurde Neunter der PWRC-Wertung in Großbritannien.

### IRC
Bereits 2010 startete Arai, wie bei allen internationalen Rallyes, mit einem Subaru Impreza bei einem Lauf der Intercontinental Rally Challenge (IRC). Allerdings erreichte er bei der Belgium Geko Ypres Rally 2010 das Ziel nicht. In der Saison 2011 nimmt er mit dem neuen nach R4-Reglement aufgebauten Subaru Impreza an ausgewählten IRC-Läufen teil. Ebenfalls neu ist dabei sein australischer Beifahrer Dale Moscatt. Bei der Tour de Corse erreichte er den 13. Gesamtrang. Während der Sata Rallye Açores schied er aufgrund eines elektrischen Defekts aus. Bei der in Ungarn ausgetragenen Mecsek Rallye wurde Arai 18. des Gesamtklassements. Mit seinem neunten Gesamtrang bei der Rallye Schottland, belegte Arai den ersten Platz in seiner Klasse und erhielt seine ersten drei IRC-Punkte.

### WTCC

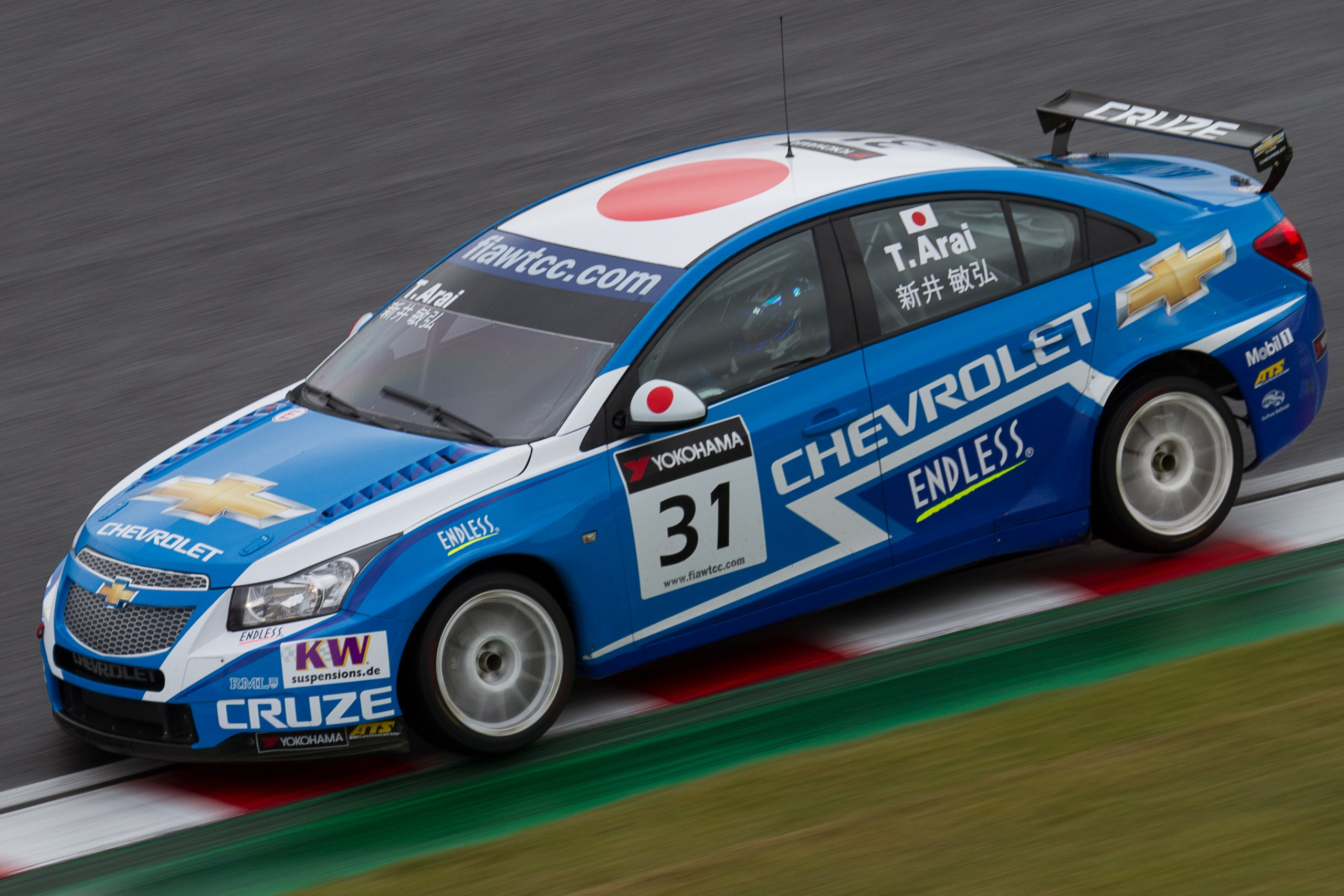
Toshihiro Arai im Chevrolet Cruze 1.6T in der WTCC 2011

2011 trat Arai erstmals auch im Tourenwagensport an und nahm an einer Veranstaltung der Tourenwagen-Weltmeisterschaft (WTCC) teil. Er fuhr in Suzuka einen vom Werksteam RML Group eingesetzten Chevrolet Cruze 1.6T. Mit einem solchen Fahrzeug wurde in dieser Saison die Fahrer- und Herstellerwertung gewonnen. Arais Rundenzeit im Qualifying hätte für Startplatz 16 unter 24 Teilnehmern gereicht. Da er aber anschließend nicht wie vorgeschrieben zum Wiegen abgebogen war, wurden seine Rundenzeiten gestrichen und er musste von ganz hinten starten. In den beiden Rennen wurde er als 13. und als 15. klassiert.

## Statistik

### Titel
- Japanische Rallye-Meisterschaft: 1997
- FIA Teams’ Cup: 2000
- Production Car World Rally Championship: 2005, 2007

### WRC-Ergebnisse
| Saison | Team                          | Fahrzeug               | 1   | 2       | 3       | 4       | 5       | 6      | 7       | 8       | 9      | 10      | 11      | 12      | 13      | 14      | 15     | 16    | Punkte | Pos. |
| ------ | ----------------------------- | ---------------------- | --- | ------- | ------- | ------- | ------- | ------ | ------- | ------- | ------ | ------- | ------- | ------- | ------- | ------- | ------ | ----- | ------ | ---- |
| 1997   | Subaru Rally Team Japan       | Subaru Impreza 555     | MON | SWE     | KEN     | POR     | ESP     | FRA    | ARG     | GRE     | NZL    | FIN     | IDN     | ITA     | AUS 16  | GBR     |        |       | 0      | –    |
| 1998   | Subaru Rally Team Japan       | Subaru Impreza WRX     | MON | SWE     | KEN     | POR     | ESP     | FRA    | ARG     | GRE     | NZL EX |         |         |         |         |         |        |       | 0      | –    |
| 1998   | Toshihiro Arai                | Subaru Impreza WRX     |     |         |         |         |         |        |         |         |        | FIN     | ITA     | AUS DNF | GBR DNF |         |        |       | 0      | –    |
| 1999   | Subaru Allstars Endless Sport | Subaru Impreza WRC 98  | MON | SWE     | KEN     | POR DNF | ESP 21  | FRA 16 | ARG     | GRE 9   |        |         |         |         |         |         |        |       | 0      | –    |
| 1999   | Subaru Rally Team Japan       | Subaru Impreza WRX     |     |         |         |         |         |        |         |         | NZL 13 | FIN     |         |         |         |         |        |       | 0      | –    |
| 1999   | STi Club Rally Team           | Subaru Impreza WRX     |     |         |         |         |         |        |         |         |        |         | CHN 7   |         |         |         |        |       | 0      | –    |
| 1999   | Subaru Rally Team Japan       | Subaru Impreza 555     |     |         |         |         |         |        |         |         |        |         |         | ITA     | AUS 8   | GBR     |        |       | 0      | –    |
| 2000   | Spike Subaru Team             | Subaru Impreza WRC 99  | MON | SWE     | KEN 6   | POR     | ESP 16  | ARG    | GRE 4   | NZL DNF | FIN    | CYP 9   | FRA     | ITA     |         | GBR DNF |        |       | 4      | 14   |
| 2000   | Spike Subaru Team             | Subaru Impreza 555     |     |         |         |         |         |        |         |         |        |         |         |         | AUS 13  |         |        |       | 4      | 14   |
| 2001   | Subaru World Rally Team       | Subaru Impreza WRC 01  | MON | SWE     | POR DNF | ESP     | ARG 8   | CYP 4  | GRE DNF | KEN DNF | FIN    | NZL 14  | ITA DNF | FRA DNF | AUS DNF | GBR 10  |        |       | 3      | 18   |
| 2002   | Toshihiro Arai                | Subaru Impreza 555     | MON | SWE 25  |         |         |         |        |         |         |        |         |         |         |         |         |        |       | 0      | –    |
| 2002   | Spike Subaru Team             | Subaru Impreza WRX     |     |         | FRA     | ESP     | CYP DNF | ARG 11 |         | KEN DNF | FIN    |         | ITA     | NZL DNF | AUS 14  | GBR     |        |       | 0      | –    |
| 2002   | 555 Subaru World Rally Team   | Subaru Impreza WRC 02  |     |         |         |         |         |        | GRE 13  |         |        | GER DNF |         |         |         |         |        |       | 0      | –    |
| 2003   | Subaru Production Rally Team  | Subaru Impreza WRX     | MON | SWE DNF | TUR     | NZL 11  | ARG 9   | GRE    | CYP 9   | GER     | FIN    | AUS DNF | ITA     | FRA 17  | ESP     | GBR     |        |       | 0      | –    |
| 2004   | Subaru Team Arai              | Subaru Impreza WRX STi | MON | SWE 26  | MEX 13  | NZL 15  | CYP     | GRE    | TUR     | ARG DNF | FIN    | GER 18  | JPN 9   | GBR     | ITA     | FRA     | ESP    | AUS 8 | 1      | 30   |
| 2005   | Subaru Team Arai              | Subaru Impreza WRX STi | MON | SWE 17  | MEX     | NZL 14  | ITA     | CYP 21 | TUR 14  | GRE     | ARG    | FIN     | GER     | GBR     | JPN 12  | FRA     | ESP    | AUS 9 | 0      | –    |
| 2006   | Subaru Team Arai              | Subaru Impreza WRX STi | MON | SWE     | MEX 9   | ESP     | FRA     | ARG 30 | ITA     | GRE 21  | GER    | FIN     |         | CYP 22  | TUR     | AUS DNF | NZL 30 | GBR   | 3      | 21   |
| 2006   | Subaru World Rally Team       | Subaru Impreza WRC 06  |     |         |         |         |         |        |         |         |        |         | JPN 6   |         |         |         |        |       | 3      | 21   |
| 2007   | Subaru Team Arai              | Subaru Impreza WRX STi | MON | SWE 23  | NOR     | MEX 11  | POR     | ARG 10 | ITA     | GRE 15  | FIN    | GER     | NZL 13  | ESP     | FRA     | JPN 29  | IRE    | GBR   | 0      | –    |
| 2008   | Subaru Team Arai              | Subaru Impreza STI N14 | MON | SWE 15  | MEX     | ARG DNF | JOR     | ITA    | GRE DNF | TUR DNF | FIN    | GER     | NZL DNF | ESP     | FRA     | JPN 12  | GBR    |       | 0      | –    |
| 2009   | Subaru Team Arai              | Subaru Impreza STI N14 | IRE | NOR DNF | CYP 13  | POR     | ARG 12  | ITA    | GRE 10  | POL     | FIN    | AUS DNF | ESP     | GBR 13  |         |         |        |       | 0      | –    |
| 2010   | Subaru Team Arai              | Subaru Impreza STI N15 | SWE | MEX 11  | JOR     | TUR     | NZL 26  | POR    | BUL     | FIN     | GER 34 | JPN DNF | FRA 23  | ESP     |         |         |        |       | 0      | –    |
| 2010   | Subaru Team Arai              | Subaru Impreza STI     |     |         |         |         |         |        |         |         |        |         |         |         | GBR 30  |         |        |       | 0      | –    |

| Farbe   | Abkürzung          | Bedeutung                                                                 |
| ------- | ------------------ | ------------------------------------------------------------------------- |
| Gold    | –                  | Sieg                                                                      |
| Silber  | –                  | 2. Platz                                                                  |
| Bronze  | –                  | 3. Platz                                                                  |
| Grün    | –                  | Platzierung in den Punkten                                                |
| Blau    | –                  | Klassifiziert außerhalb der Punkteränge                                   |
| Violett | DNF                | Rallye nicht beendet (did not finish)                                     |
| Schwarz | DSQ                | Während oder nach der Rallye disqualifiziert (disqualified)               |
| Weiß    | DNS                | nicht am Start (did not start)                                            |
| Ohne    | 1 2 3              | hochgestellte Zahlen sind punkteberechtigte Platzierungen der Power-Stage |
| Ohne    | keine WM-Teilnahme |                                                                           |
| Ohne    | INJ                | verletzt oder krank (injured)                                             |
| Ohne    | EX                 | An der Teilnahme an der Rallye ausgeschlossen (excluded)                  |
| Ohne    | DNA                | nicht erschienen (did not arrive)                                         |
| Ohne    | †                  | verstorben                                                                |

### IRC-Ergebnisse
| Saison | Team             | Fahrzeug               | 1   | 2   | 3      | 4   | 5   | 6       | 7   | 8      | 9   | 10    | 11  | 12  | Punkte | Pos. |
| ------ | ---------------- | ---------------------- | --- | --- | ------ | --- | --- | ------- | --- | ------ | --- | ----- | --- | --- | ------ | ---- |
| 2010   | Subaru Team Arai | Subaru Impreza STI N15 | MON | CUR | ARG    | CAN | SAR | YPR DNF | AZO | MAD    | ZLI | SAN   | SCO | CYP | 0      | –    |
| 2011   | Stohl Racing     | Subaru Impreza R4      | MON | CAN | COR 13 | YAL | YPR | AZO DNF | ZLI | MEC 18 | SAN | SCO 9 | CYP |     | 3      | 33   |

| Farbe    | Abkürzung       | Bedeutung                                                                               |
| -------- | --------------- | --------------------------------------------------------------------------------------- |
| Gold     | —               | Sieg                                                                                    |
| Silber   | —               | 2. Platz                                                                                |
| Bronze   | —               | 3. Platz                                                                                |
| Grün     | —               | Platzierung in den Punkten                                                              |
| Hellblau | —               | Als Gaststarter nicht punkteberechtigt                                                  |
| Rot      | —               | Mit nicht punkteberechtigtem Fahrzeug gestartet                                         |
| Blau     | —               | Klassifiziert außerhalb der Punkteränge                                                 |
| Violett  | DNF             | Rallye nicht beendet (did not finish)                                                   |
| Schwarz  | DSQ             | Während oder nach der Veranstaltung disqualifiziert (disqualified)                      |
| Weiß     | DNS             | nicht am Start (did not start)                                                          |
| Ohne     | Rallye1         | Punkte dieser Veranstaltung werden mit dem Koeffizienten 1,5 multipliziert              |
| Ohne     | Rallye2         | Punkte dieser Veranstaltung werden mit dem Koeffizienten 2 multipliziert                |
| Ohne     | (X)             | außerhalb der besten sieben Platzierungen ist Streichresultat (Platzierung in Klammern) |
| Ohne     | *               | Ziel unter Superally-Reglement erreicht                                                 |
| Ohne     | keine Teilnahme |                                                                                         |
| Ohne     | INJ             | verletzt oder krank (injured)                                                           |
| Ohne     | EX              | Von der Teilnahme an der Veranstaltung ausgeschlossen (excluded)                        |
| Ohne     | DNA             | nicht erschienen (did not arrive)                                                       |
| Ohne     | †               | verstorben                                                                              |